# Nacimientos
Il Nacimientos (detto anche Walther Penck, in origine chiamato Cerro Tipas) è uno stratovulcano del nord-ovest dell'Argentina, nella catena montuosa delle Ande. È una costruzione vulcanica complessa formata da diverse cime, la più alta delle quali è denominata Walter Penck I, in onore dello scienziato tedesco che per primo tra 1912 e 1913 definì una carta geologica del settore delle Ande di cui fa parte la montagna.